# 小川恒三郎
小川 恒三郎（おがわ つねさぶろう、1881年（明治14年）1月16日 - 1929年（昭和4年）8月14日）は、日本の陸軍軍人。最終階級は陸軍中将。

## 経歴
新潟県中頸城郡、のちの原通村中島（現妙高市）で、小川又三郎、さい夫妻の息子として生まれる。陸軍中央幼年学校を経て、1902年（明治35年）11月、陸軍士官学校（14期）を卒業。1903年（明治36年）6月、歩兵少尉に任官し歩兵第36連隊付となる。1904年（明治37年）4月から1906年（明治39年）1月まで日露戦争に出征。1911年（明治44年）11月、陸軍大学校（23期）を卒業した。
1911年12月、参謀本部付勤務となり、参謀本部員、近衛師団参謀、イタリア駐在を務め、1916年（大正5年）5月、歩兵少佐に昇進した。1918年（大正7年）2月から1919年（大正8年）2月までイタリア陸軍に従軍した。1919年5月、陸大教官に転じ、兼参謀本部員、イタリア大使館付武官、参謀本部付を経て、1923年（大正12年）8月、歩兵大佐に昇進し歩兵第58連隊長に発令され、同年11月に帰国。
1925年（大正14年）5月、歩兵第29連隊長に移り、参謀本部課長を経て、1928年（昭和3年）8月、陸軍少将に進級し歩兵第1旅団長に就任。1929年（昭和4年）8月1日、参謀本部第4部長に転じたが、同月14日、各務原飛行連隊の演習視察のため、浜松飛行第7連隊所属の八七式重爆撃機に搭乗して立川飛行場を出発したが、乗機が東京府北多摩郡砂川町の陸稲畑に墜落して殉職し、陸軍中将に進級した。同乗していた深山亀三郎、藤岡万蔵ら7人も死亡した。

## 栄典
- 1905年（明治38年）3月10日 - 従七位[7]
- 1906年（明治39年）4月1日 - 功五級金鵄勲章、勲五等双光旭日章[8]
- 1909年（明治42年）10月11日 - 正七位[9]
- 1914年（大正3年）11月10日 - 従六位[10]
- 1915年（大正4年）3月29日 - 勲四等瑞宝章[11]
- 1919年（大正8年）12月10日 - 正六位[12]
- 1922年（大正11年）3月29日 - 勲三等瑞宝章[13]
- 1923年（大正12年）11月30日 - 従五位[14]
- 1928年（昭和3年）9月15日 - 正五位[15]
- 1929年（昭和4年）8月14日 - 従四位[16]、勲二等旭日重光章[17]